# Ильинский, Михаил Иванович
Михаи́л Ива́нович Ильи́нский (умер 15 (26) мая 1795) — русский переводчик и богослов.

## Биография
Сын священника Ильинской церкви Сергиева Посада. В 1743—1759 годы учился в Троицкой духовной семинарии. В 1760 году записан в лавру канцеляристом.
Преподавал пиитику, историю и географию в Ростовской духовной семинарии. 4 сентября 1766 года определен префектом и библиотекарем Троицкой духовной семинарии.
Отверг предложение архимандрита Платона (Левшина) принять постриг. Перешёл в светское звание и в 1771 получил чин титулярного советника. Впоследствии стал секретарём Московской духовной консистории (1779) и синодским протоколистом.
Перевёл с латинского «Жизнь двенадцати первых цесарей римских» Светония Транквилла (СПб., 1776); «Творения Клавдия Клавдиана» (1782); стихотворения, выбранные из сочинения Германа Гугона, под названием: «Благочестивые желания» (М., 1795), также опубликовал «Опыт исторического описания начала г. Москвы» (М., 1795).